# Протасьево (Владимирская область)
Протасьево — деревня в Гусь-Хрустальном районе Владимирской области России, входит в состав муниципального образования «Посёлок Золотково».

## География
Деревня расположена в 21 км на север от центра поселения посёлка Золотково и в 39 км на восток от Гусь-Хрустального.

## История
Деревня впервые упоминается в окладных книгах Рязанской епархии за 1676 год в составе Польновского прихода, в ней было 5 дворов помещиковых.
В конце XIX — начале XX века деревня входила в состав Заколпской волости Меленковского уезда, с 1926 года — в составе Бутылицкой волости Муромского уезда. В 1859 году в деревне числилось 17 дворов, в 1905 году — 25 дворов, в 1926 году — 36 дворов.
С 1929 года деревня являлась центром Протасьевского сельсовета Гусь-Хрустального района, с 1940 года — в составе Лесниковского сельсовета, с 1960 года — центр Протасьевского сельсовета, с 1977 года — в составе Лесниковского сельсовета, с 2005 года — в составе муниципального образования «Посёлок Золотково».

## Население
| 1859 | 1905 | 1926 | 2002 | 2010 | 2021 |
| ---- | ---- | ---- | ---- | ---- | ---- |
| 118  | ↗176 | ↗189 | ↘3   | ↘0   | →0   |